# Jausiers
Jausiers (okcitansko Jausièr) je naselje in občina v jugovzhodnem francoskem departmaju Alpes-de-Haute-Provence regije Provansa-Alpe-Azurna obala. Leta 2004 je naselje imelo 1.002 prebivalca.

## Geografija
Kraj se nahaja v dolini reke Ubaye, približno 90 km severovzhodno od središča departmaja Digne-les-Bains. Je križišče poti v smeri proti Italiji (čez prelaz Maddalena, 1.991 m), proti Daufineji (čez prelaz Col de Vars, 2.108 m) in proti Nici (čez prelaz Col de la Bonette, 2.715 m).

## Administracija
Občina Jausiers se nahaja skupaj z občinami Barcelonnette, La Condamine-Châtelard, Enchastrayes, Faucon-de-Barcelonnette, Larche, Meyronnes, Saint-Paul-sur-Ubaye, Saint-Pons, Les Thuiles in Uvernet-Fours v kantonu Barcelonnette s sedežem v Barcelonette.

## Zgodovina
Jausiers se prvikrat omenja v srednjeveških rokopisih iz 12. stoletja kot d'El Geserio oz. kot d'In Gauserio. Franciji je pripadel s sporazumom v Utrechtu leta 1713.

## Zanimivosti
- cerkev sv. Miklavža iz 17. stoletja,
- Château des Magnans, zgrajen v 19. stoletju po navdihu gradu Neuschwanstein na Bavarskem,

## Pobratena mesta
- Arnaudville (Louisiana, ZDA); kraj je bil ustanovljen v začetku 19. stoletja  s strani francoskih emigrantov iz doline Ubaye, bratov Arnaud.